# Ordo Exsequiarum Romani Pontificis
O Ordo Exsequiarum Romani Pontificis (Rito de Sepultamento do Romano Pontífice) é um livro litúrgico que contém os ritos que precedem e durante a liturgia funerária católica de um Bispo de Roma, o Papa da Igreja Católica. O livro foi publicado em duas edições, a primeira autorizada em 1998 e publicada em 2000 e a segunda autorizada e publicada em 2024. É uma publicação do Dicastério para o Culto Divino e Disciplina dos Sacramentos, Ofício das Celebrações Litúrgicas do Sumo Pontífice. Este texto, juntamente com o Ordo Rituum Conclavis, prescreve os nove dias consecutivos (novemdiales) de luto após a morte de um Papa.
Três estações são descritas no Ordo Exsequiarum Romani Pontificis, com eventos ocorrendo na capela papal, na Basílica de São Pedro e no local de sepultamento. Os ritos prescritos incluem a constatação da morte, a procissão do corpo até a basílica, o funeral e o sepultamento.

## Conteúdo

### Primeira estação
Assim que souber que o Papa morreu, o Camerlengo da Santa Igreja Romana – Cardeal responsável pelas operações do Vaticano entre os papados – deverá fazer imediatamente uma declaração oficial de que o Papa morreu. O responsável pelo serviço de saúde do Vaticano determina a causa da morte e elabora um relatório. O Papa morto é então vestido de branco.
O camerlengo presidirá o rito de constatação da morte, que acontece na presença do Mestre das Celebrações Litúrgicas Pontifícias e do clero, do chanceler e do secretário da Câmara Apostólica. Depois disso, seu corpo é imediatamente colocado dentro do caixão. O camerlengo deverá então apresentar uma declaração de que o Papa faleceu e incluir o relatório do serviço de saúde.
O corpo do Papa, ainda na capela, está vestido com vestes litúrgicas vermelhas, incluindo sua mitra e pálio. Um Círio Pascal é colocado ao lado do caixão. O Mestre das Celebrações Litúrgicas Pontifícias está autorizado a determinar se outras pessoas poderão prestar suas homenagens antes que o corpo seja levado para a Basílica de São Pedro.

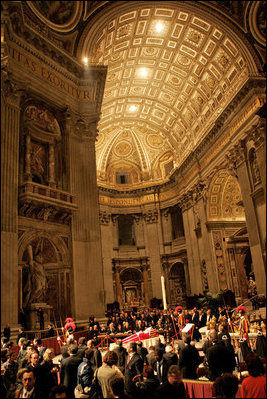
Enlutados contemplam o corpo de João Paulo II na Basílica de São Pedro.

### Segunda estação
O caixão e o corpo são transladados para a Basílica de São Pedro em uma procissão liderada pelo Camerlengo, uma ação detalhada nas disposições 41 a 65 do Ordo Exsequiarum Romani Pontificis. A Ladainha de Todos os Santos é cantada durante a procissão. Lá, o corpo e o caixão são colocados de frente para os bancos e o Círio Pascal é colocada ao lado do caixão. Durante esta exposição, o público tem permissão para venerar o corpo do Papa dentro do caixão aberto.
Antes do caixão ser selado, moedas do Vaticano cunhadas durante o papado são colocadas em um saco e colocadas dentro do caixão. Um relato de uma página sobre o papado (conhecido como rogito) é escrito, lido pelo Mestre das Celebrações Litúrgicas Pontifícias, inserido num tubo e colocado no caixão; uma cópia é conservada no Arquivo do Vaticano.
Depois que o caixão é selado, um funeral é realizado. Embora o funeral deva ser presidido pelo Decano do Colégio dos Cardeais, o vice-decano ou qualquer Cardeal sênior pode desempenhar essa função se o decano não puder fazê-lo.

### Terceira estação
A maioria dos Papas são enterrados na Basílica de São Pedro, mas a Ordo Exsequiarum Romani Pontificis permite enterros em outros lugares. O texto pede que o Camerlengo presida o enterro. Vários selos são colocados no caixão antes de seu sepultamento final.

## História

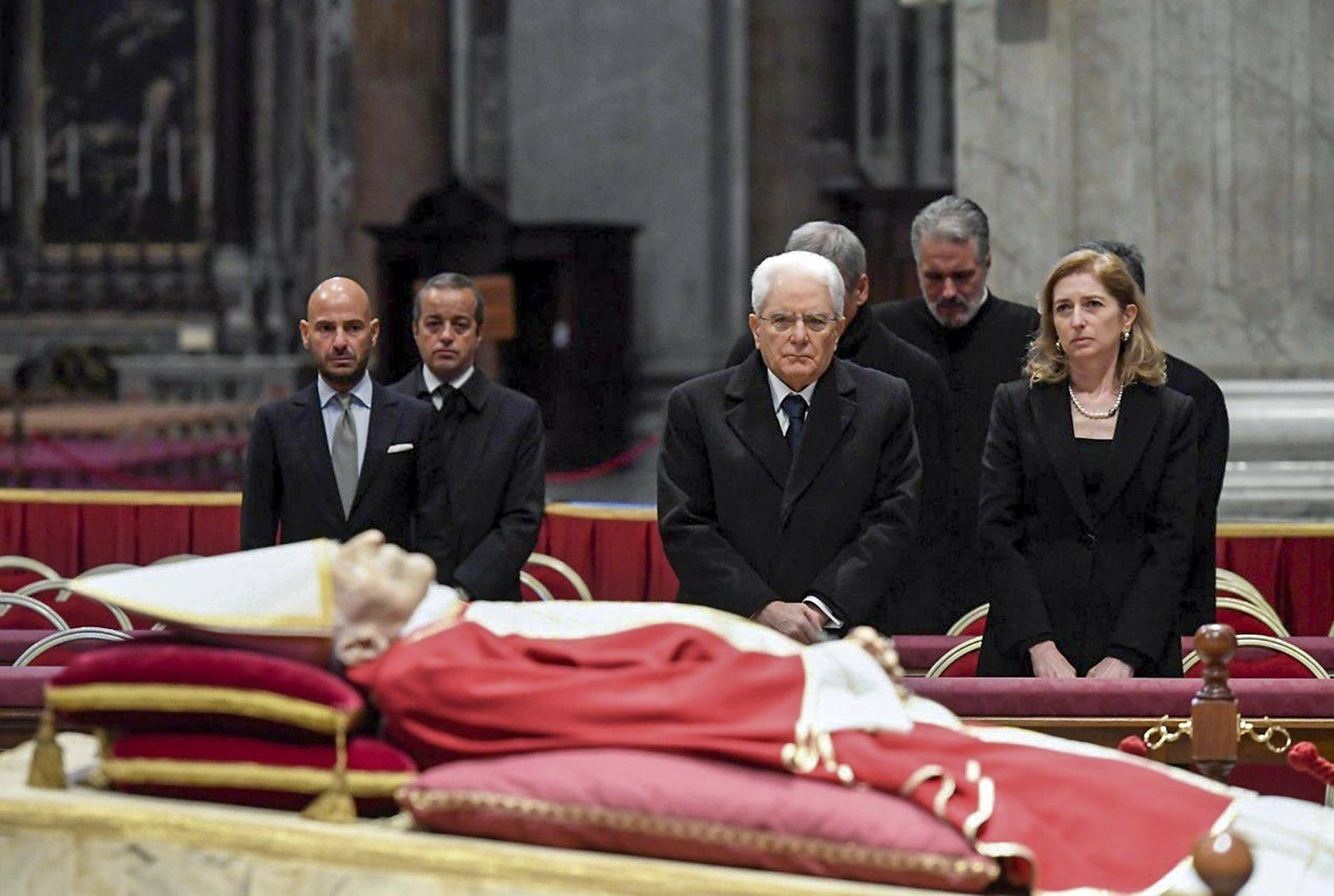
O funeral do Papa Bento XVI em 2023 foi o segundo funeral celebrado de acordo com a Ordo Exsequiarum Romani Pontificis e o último a usar a primeira edição.

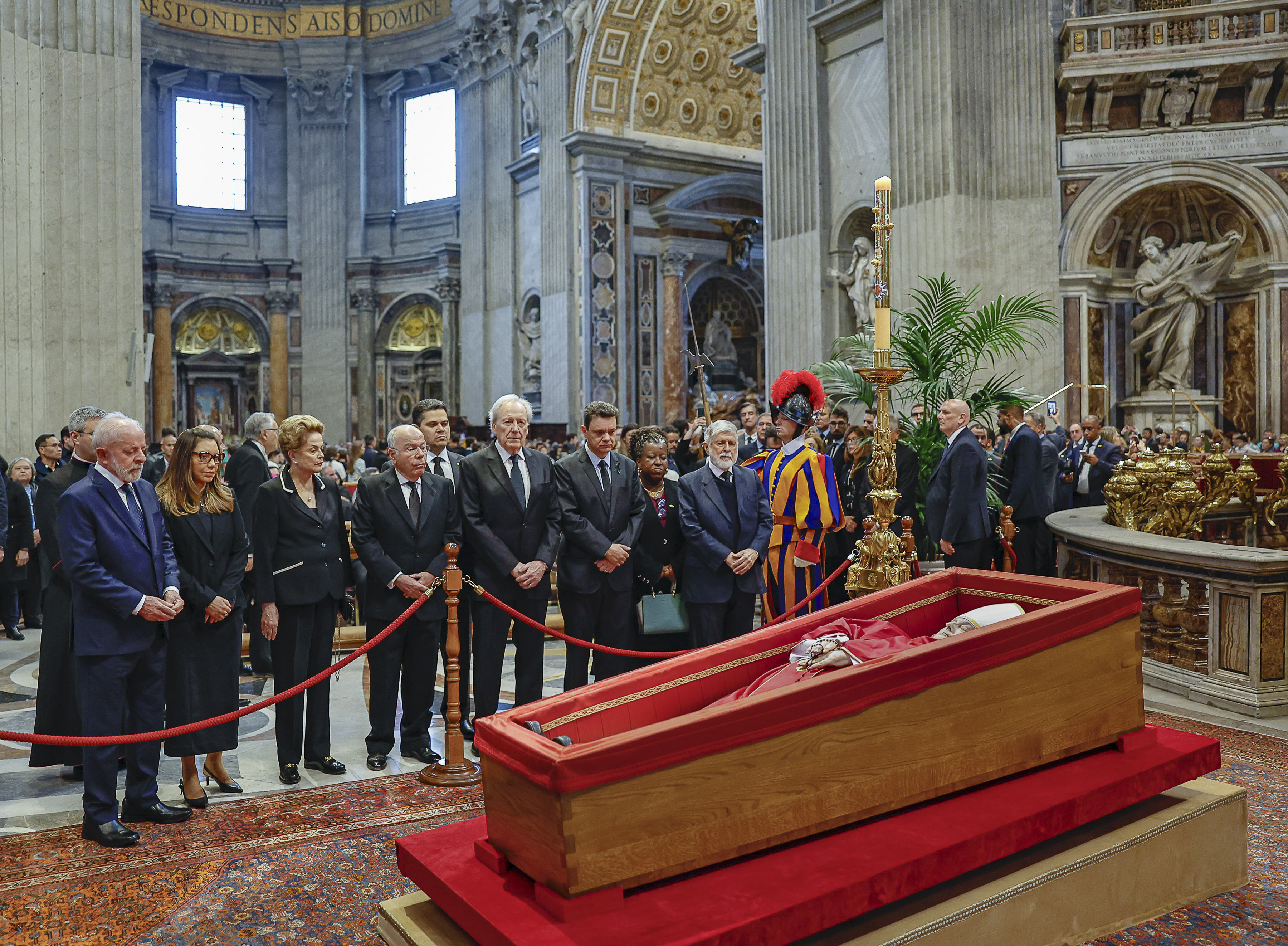
O funeral do Papa Francisco em 2025 utilizou a segunda edição da Ordo Exsequiarum Romani Pontificis.

A primeira editio typica do Ordo Exsequiarum Romani Pontificis foi aprovada pelo Papa João Paulo II em 1998 e publicada em 2000. Esta versão do texto foi usada em dois funerais papais: o funeral de João Paulo II em 2005 e o funeral de Bento XVI em 2023.
Em abril de 2024, o Papa Francisco aprovou a editio typica da segunda edição. O arcebispo Diego Giovanni Ravelli , Mestre das Celebrações Litúrgicas Pontifícias, disse que a edição foi produzida a pedido de Francisco. Ravelli disse que o Papa procurou "simplificar e adaptar certos ritos para que a celebração do funeral do Bispo de Roma possa expressar melhor a fé da Igreja em Cristo Ressuscitado", com as primeiras cópias começando a circular em novembro de 2024. Ravelli descreveu a segunda edição como um "rito renovado" que pretendia enfatizar o funeral papal como "o de um pastor e discípulo de Cristo e não de uma pessoa poderosa deste mundo".
Entre as mudanças na segunda edição estava o local da apuração do óbito. Anteriormente, a constatação da morte acontecia no quarto onde o Papa morreu. As simplificações feitas na segunda edição incluíram rubricas alteradas para os caixões papais: em vez dos tradicionais três caixões feitos de cipreste, chumbo e carvalho, um caixão de madeira contendo um forro ou segundo caixão feito de zinco é autorizado e pode permanecer aberto para veneração pública. Outras mudanças incluíram o uso dos títulos papais mais simples nas cerimônias e a eliminação de uma estação que acontecia no Palácio Apostólico. A estação do Palácio Apostólico antigamente via o corpo do Papa exposto do lado de fora do caixão.
Na primeira edição, o caixão do Papa foi colocado em um esquife elevado na Basílica de São Pedro. A segunda edição removeu o esquife, orientou o caixão em direção aos bancos e pediu que um Círio Pascal fosse colocado ao lado do caixão. A segunda edição também permitiu que os enterros papais ocorressem em um local diferente da Basílica de São Pedro.
O funeral do Papa Francisco em abril de 2025 usou a segunda edição.